# لوح رسی

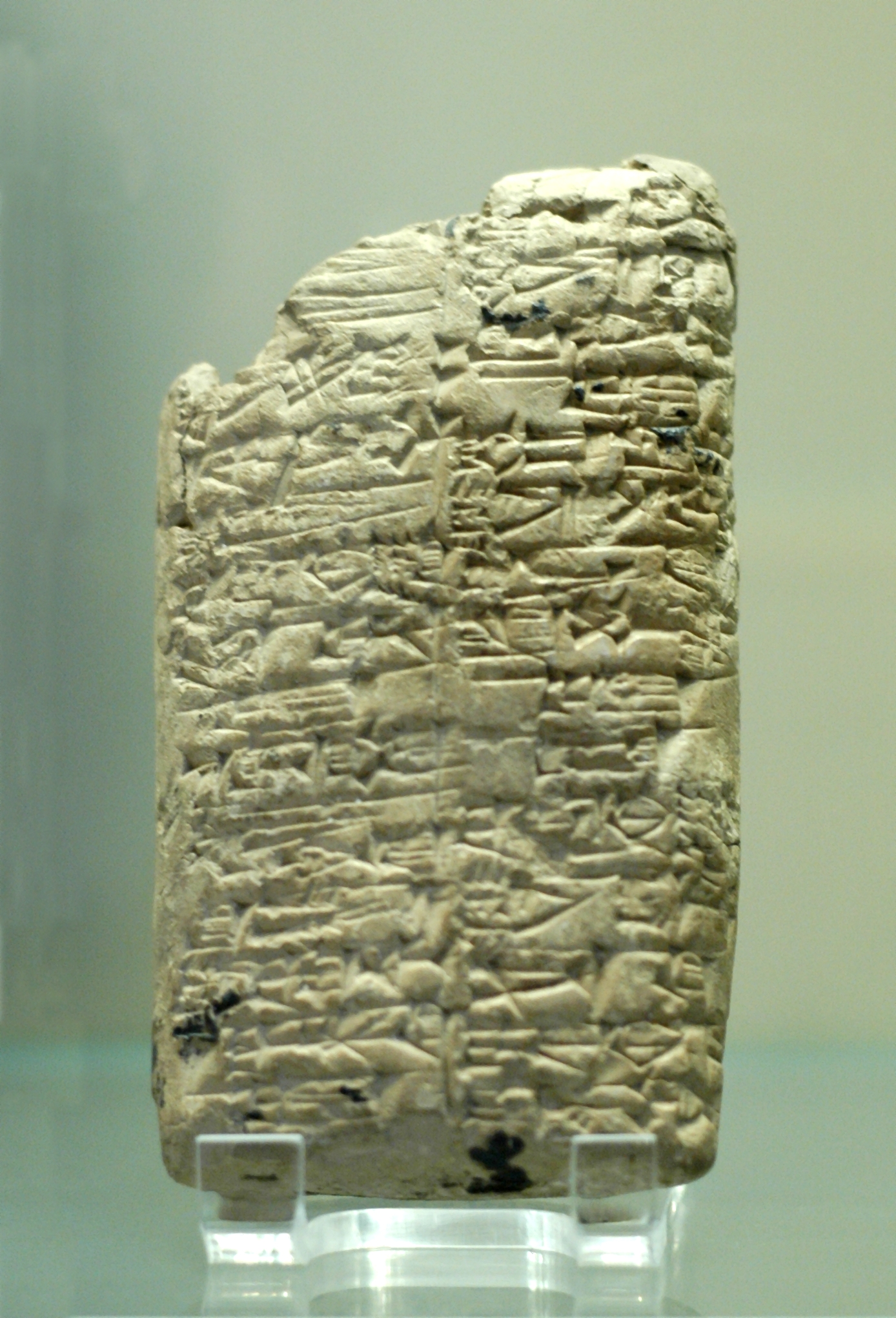
فهرستی از پیروزی ریموش (پادشاه اکد) بر پادشاه پرشی، به زبان عیلامی، ۲۲۷۰ پیش از میلاد

لوح رسی (زبان اکدی ṭuppu(m) 𒁾) یا لوح گِلی در خاور نزدیک باستان به‌عنوان یک رسانهٔ نوشتاری به‌ویژه برای نوشتن به خط میخی استفاده می‌شد. این روش در سراسر عصر برنز و عصر آهن مورد استفاده قرار می‌گرفت.

کهن‌ترین کتاب‌هایی که می‌شناسیم بر روی لوح‌های گلی نوشته شده‌اند. نویسه‌های خطوط نخستین بین‌النهرین که میخی‌شکل بودند با استفاده از ابزار تیز و نازکی به نام سوزنک حکاکی یا نیشک بر روی قطه‌های کوچک، باریک و خیس لوح گلین نوشته می‌شدند. سپس لوح خیس را در نور آفتاب یا درون کوره خشک می‌کردند. بعد آن را در یک جلد خارجی محافظ از جنس گل خشک‌شده یا پخته که عنوان یا چکیدهٔ لوح بر روی آن حک شده بود، قرار می‌دادند. اگرچه لوح‌های گلی آنقدر سنگین بودند که حمل آن‌ها سخت بود و آن‌قدر کوچک و کوتاه بودند که نمی‌شد نوشته‌های طولانی را بر رویشان ثبت کرد، اما از طومارهای پاپیروس که جانشین این الواح شدند دوام بیشتری داشتند. حماسهٔ گیلگمش، که از نخستین افسانه‌های نوشته‌شدهٔ انسانی است، بر روی لوح‌های گلی نوشته شد. «کتابخانهٔ تلو» متعلق به سومریان و مجموعهٔ بزرگ آشور بانی‌پال در نینوا چیزی جز لوح گلین نبودند. خط میخی، مناسب برای این نوع رسانه نوشتاری بود.